# 雅典的密爾米頓
密爾米頓（希臘語： ; 前四世紀人物），雅典人。
他在亞歷山大大帝的繼業者托勒密麾下，並受命率領一萬名士兵與托勒密的兄弟墨涅拉俄斯的大軍去鎮壓賽普勒斯。在完成這次任務後，他被派往卡里亞去協助阿桑德對抗安提柯 。

## 來源
1. ↑   西西里的狄奧多羅斯, Bibliotheca, xix. 62

- 威廉·史密斯，《希腊羅馬的神話和傳記辭典》,  "Myrmidon", Boston, (1867)